# 张辛站
张辛站是一个京承铁路上的铁路车站，位于北京市顺义区李桥镇张辛庄村，建于1938年，目前为四等站，邮政编码为101304。目前客运：办理旅客乘降；不办理行李、包裹托运；货运：办理整车、零担货物发到。
该站目前只有6419/6420次一对旅客列车停靠，且不办理客票发售业务。
该站西北侧有通往北京首都国际机场油库（3号航站楼东南侧）的北京首都机场动力能源有限公司专用线，这条专用线原为北京首都国际机场专用线，用于向首都机场运输航空煤油，但目前首都机场的航空煤油均通过输油管道输送。

## 图片

悬停以查看图片标注
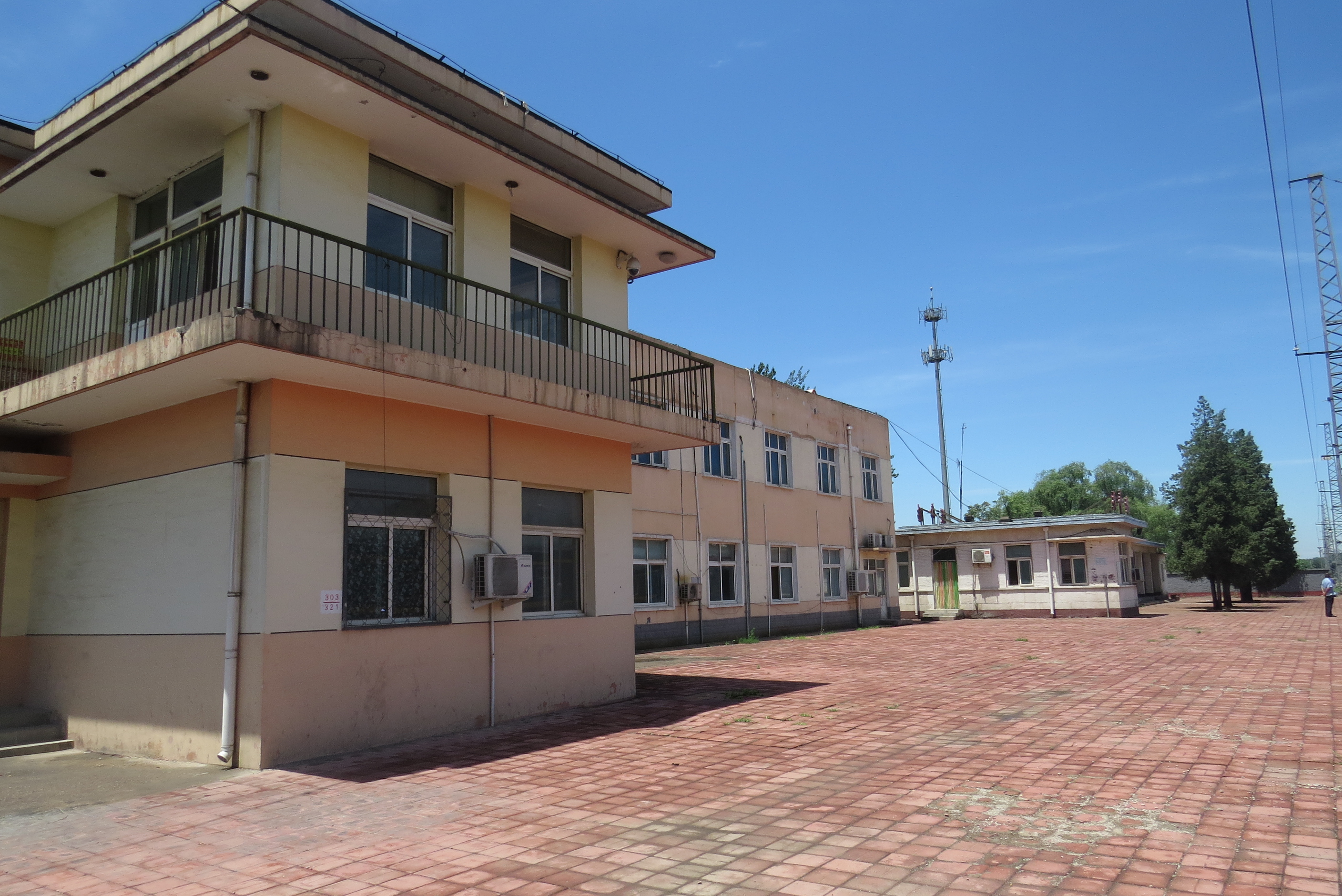
张辛站站房（车站内侧）
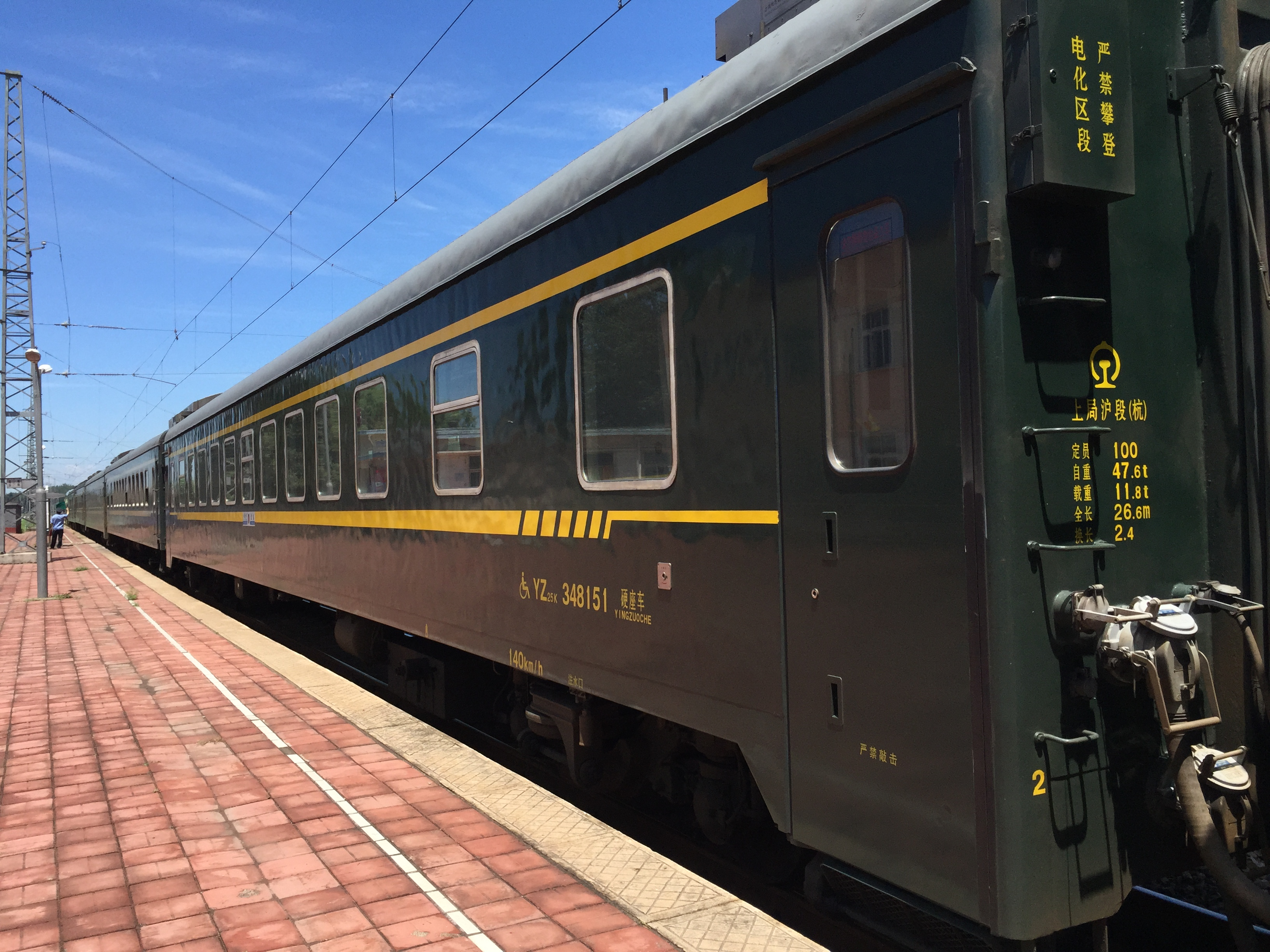
6461次列车在张辛站
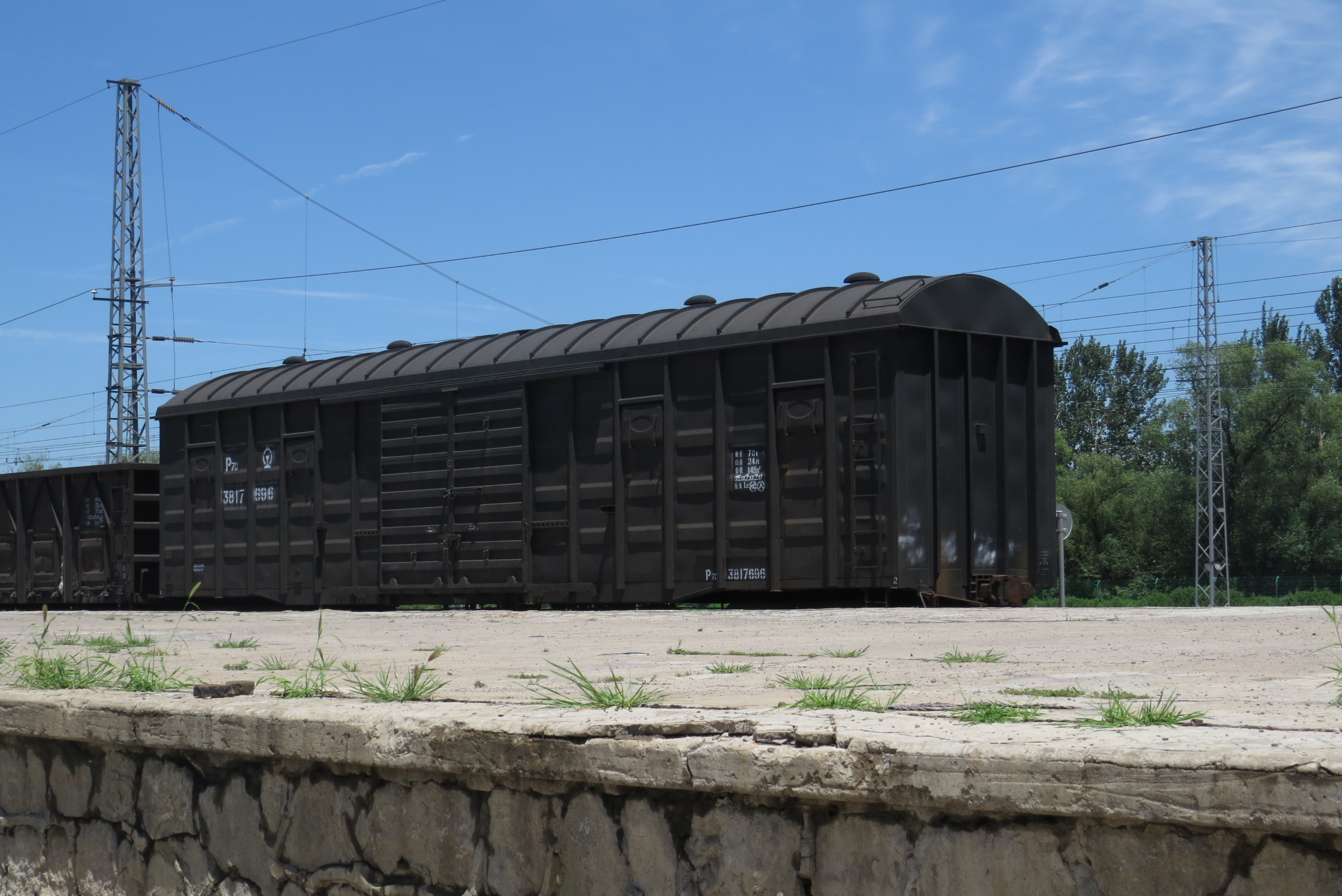
P70型棚车在张辛站货场
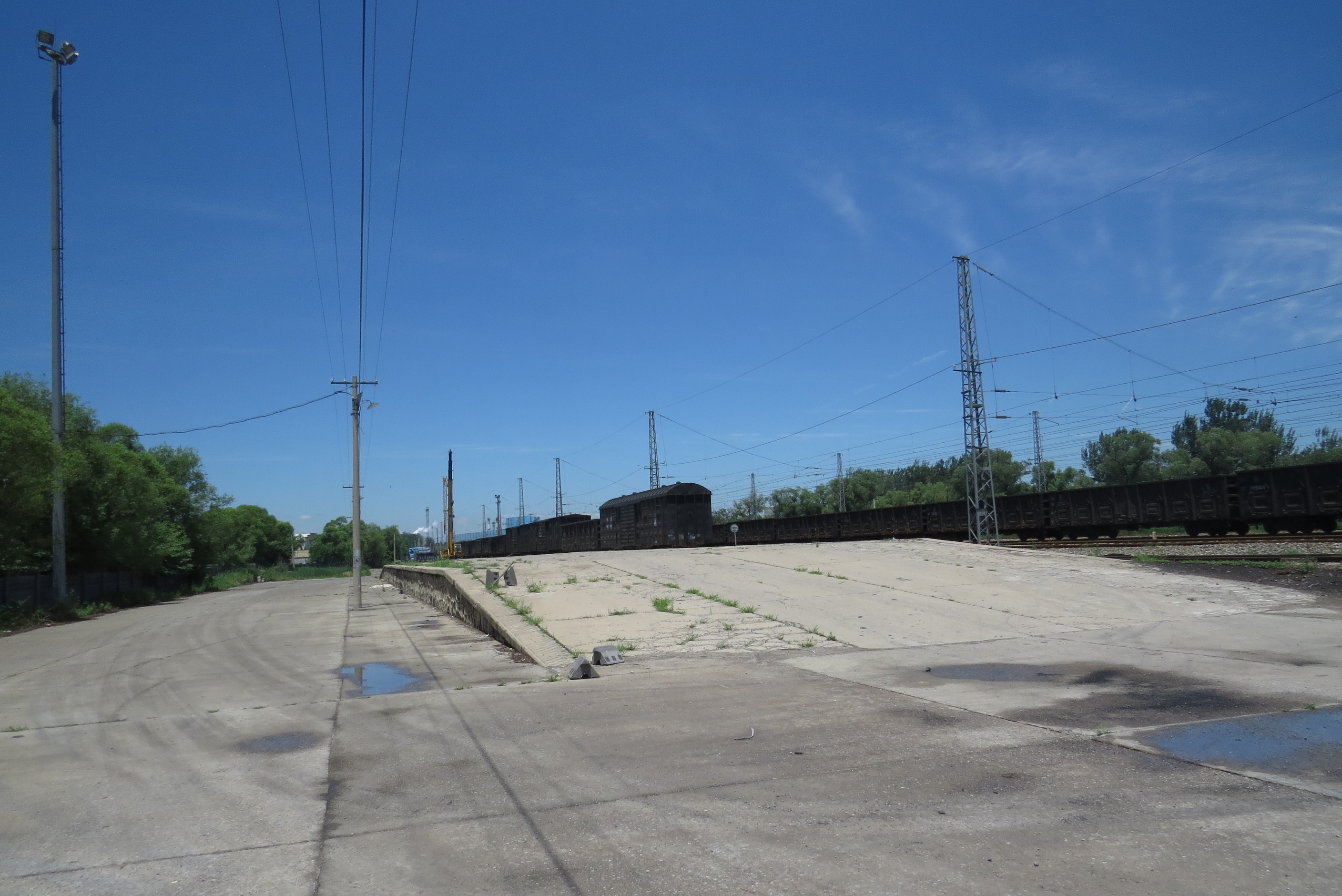
张辛站货场
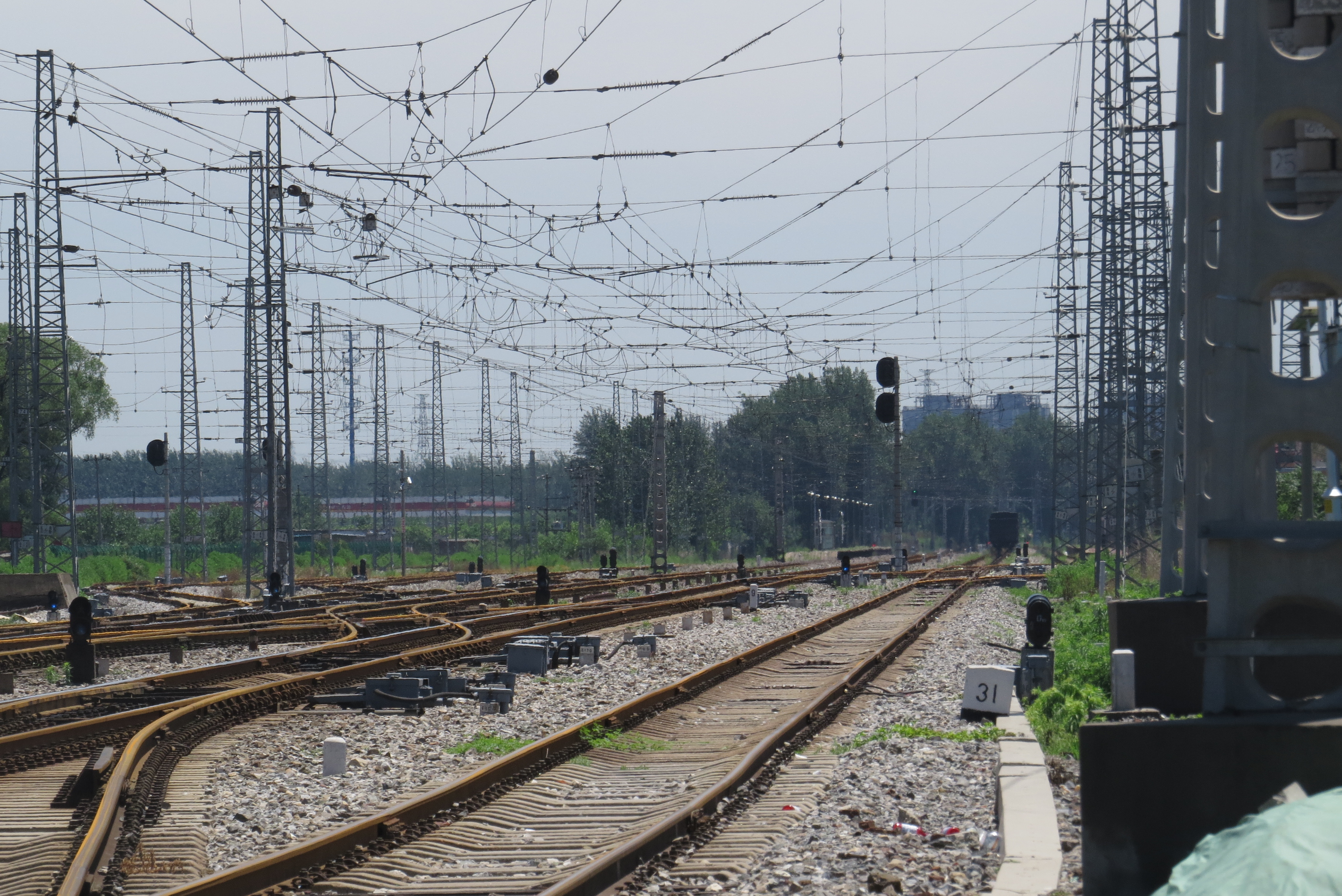
张辛站北咽喉，拍摄自机场专用线道口
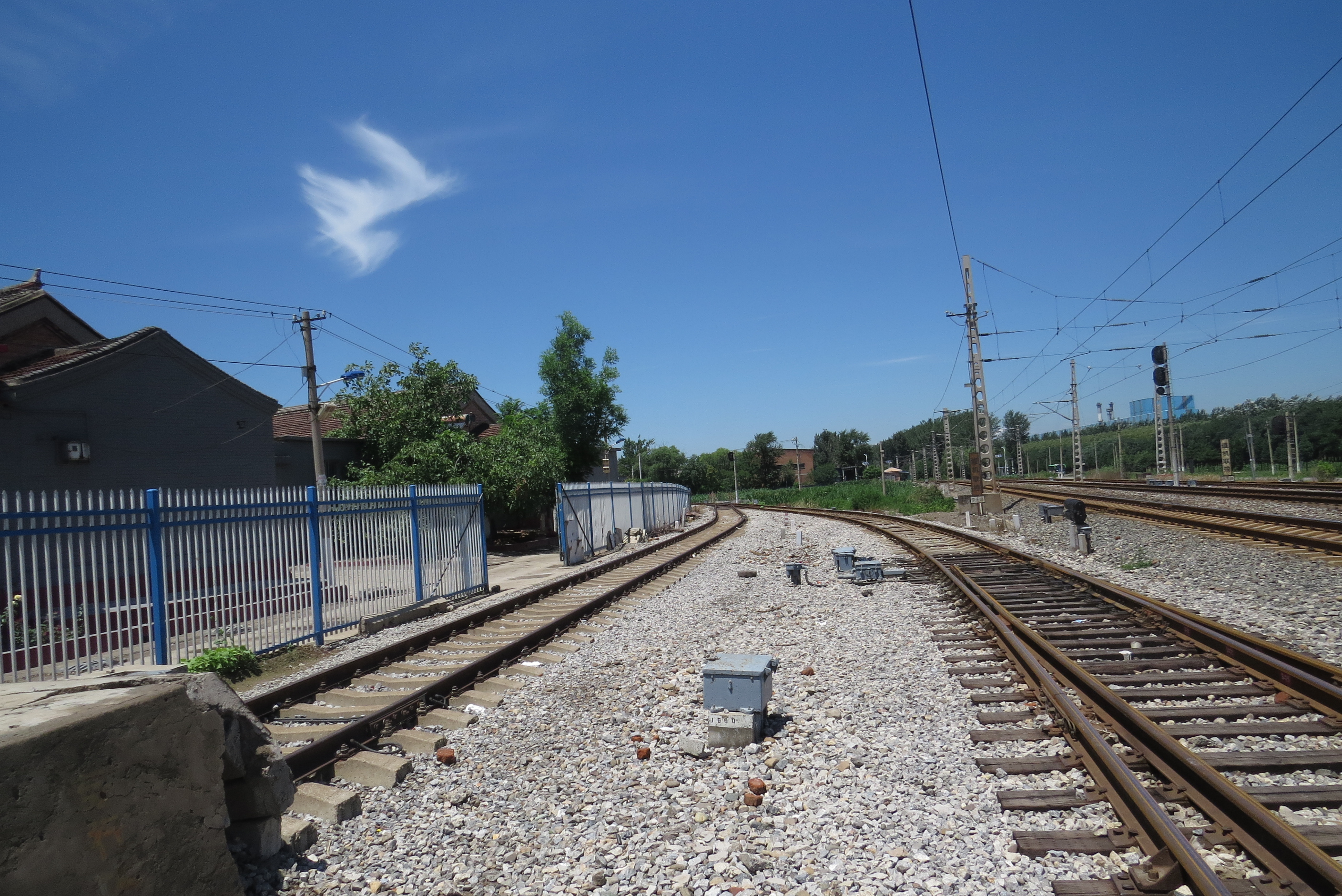
由张辛站北侧引出的首都机场专用线（现已很少使用）